# 当代犹太人博物馆
现代犹太博物馆（The Contemporary Jewish Museum，CJM）是美国加州旧金山的一个非收藏博物馆，位于市场南街区的米慎街（Mission Street）736号。 
该博物馆成立于1984年，位于历史悠久的杰西街变电站内，其内部由丹尼尔·里伯斯金重新设计，并新增了一座新馆，于2008年开馆。现代犹太博物馆的使命是通过展览和教育项目，将犹太人经历的多样性与21世纪的观众产生关联。 

## 历史
当代犹太人博物馆成立于1984年，早期设于旧金山海滨附近的一个小画廊超过20年。1989 年，博物馆决定兴建一个更大、位置更中心的设施，增加展览区域、教育区域、以及现场音乐、戏剧、舞蹈、文学活动和电影活动的区域。2008年6月，博物馆在旧金山市中心新建了63,000平方英尺的设施。

## 展览
现代犹太博物馆并没有永久藏品，却每年会推出各式主题展和精选展。其展览范围涵盖犹太世界的方方面面，从艺术家、设计，到音乐，旅行者可以在这间展馆内了解犹太人在加州乃至是美洲的生活经历；感受他们的信仰、文化及艺术。

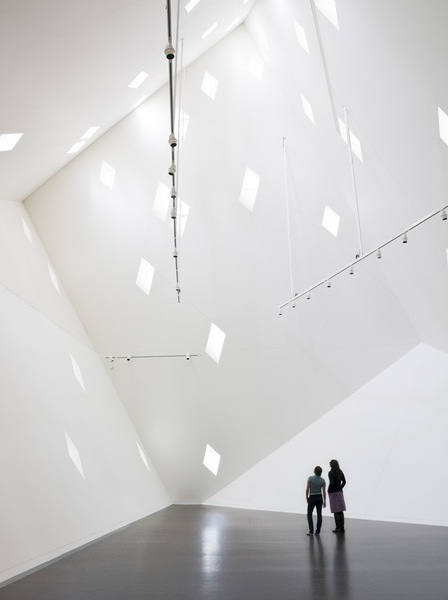
Interior view of the "Yud"

## 建筑
博物馆主楼是原太平洋煤气和电力公司杰西街变电站，最初建于1881年，1906年旧金山大地震后由Willis Polk重建。该建筑于1974年9月6日列入国家史迹名录。
丹尼尔·里伯斯金重新设计了变电站内部，面积63,000平方英尺(5,900 平方米)，又增加了解构主义风格的新馆，于2008年竣工，耗资4750万美元。

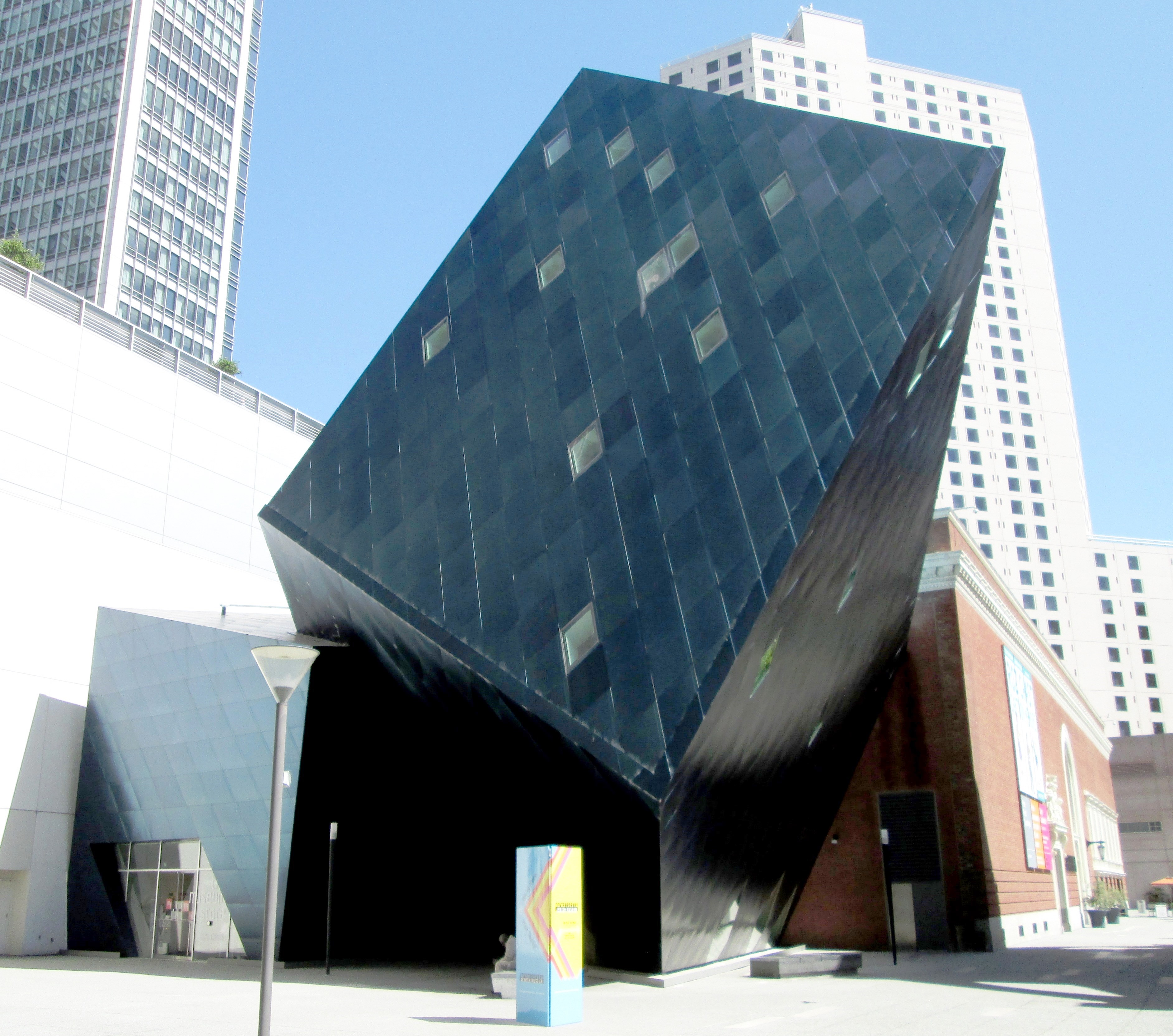